# Claudio Lacerda
Cláudio Lacerda (São Paulo, 17 de maio de 1969) é um compositor, cantor e instrumentista brasileiro. Sua carreira artística se iniciou no interior paulista (Botucatu | São Paulo).

## Biografia
Paulista, descendente de mineiros, aprendeu a tocar violão aos 12 anos. Por três anos seguidos (1984, 1985, 1986) foi vencedor do festival de música promovido pelo Colégio Rio Branco, onde estudou. 
Graduou-se em Zootecnia em Botucatu (SP). Lá iniciou sua história musical dividindo-se entre a Zootecnia e tocando nos bares da cidade por alguns anos. Foi neste período que aprofundou-se na música regional da cidade conhecida como um dos berços da música caipira paulista

## Carreira
O álbum de estréia, "Alma Lavada", com a participação de Renato Teixeira, abriu portas para o início de sua carreira. Venceu por três vezes o I Prêmio Nacional de Excelência da Viola Caipira (em 2004, 2010, 2013) na categoria de melhor intérprete – iniciativa do Instituto Brasileiro da Viola Caipira.
Em seu segundo álbum, “Alma Caipira”, fez uma homenagem aos compositores do gênero com participações de Tinoco, Pena Branca, Tetê e Alzira E., tendo sido elogiado por críticos musicais nos jornais O Estado de S. Paulo (São Paulo), Diário de São Paulo (São Paulo), Estado de Minas (Belo Horizonte), Correio Braziliense (Brasília) e da revista Rolling Stones, entre outros.
Em 2010, Lacerda gravou seu terceiro álbum, o autoral "Cantador", com participação de Dominguinhos. Em 2011 forma o "Projeto 4 Cantos" com os violeiros Rodrigo Zanc, Luiz Salgado e Wilson Teixeira, participando em 2018 do Circuito Sesc de Artes.
O quarto CD, “Trilha Boiadeira”, foi lançado em 2015 e contou com arranjos e direção de Neymar Dias. Neste mesmo ano, foi selecionado para o “Circuito São Paulo de Cultura”, venceu o “Prêmio Grão de Música” e foi indicado ao “Prêmio Profissionais da Música”.
O quinto álbum foi lançado em 2018 com participações de Rolando Boldrin e Mônica Salmasso. “Canções para acordar o Sol” relembra canções rurais de famosos compositores da MPB, como Tom Jobim, Gonzaguinha e Chico Buarque, entre outros. No mesmo ano, lançou o projeto “ConSertão”, que homenageia o repertório da cultura caipira através de concertos ao ar livre para orquestra sinfônica. Os arranjos apresentados em cinco cidades paulistas ficaram a cargo de Neymar Dias, e o projeto foi viabilizado pelo ProAC ICMS, com apoio da Raízen.
Ao longo da carreira, Cláudio dividiu o palco e faixas de seus cinco discos com Rolando Boldrin, Dominguinhos, Renato Teixeira, Amelinha, Mônica Salmaso, Pena Branca, Tinoco, Paulo Simões, Alzira E., Tetê Espíndola, Neymar Dias, Toninho Ferragutti e Paulo Freire. Na TV, participou, entre outros, dos programas de Hebe Camargo (Programam Hebe, SBT), Inezita Barroso (Viola minha viola, TV Cultura/SP), Rolando Boldrin (Sr. Brasil, TV Cultura/SP) e Ana Maria Braga (TV Globo).

## Discografia
- Alma Lavada (2003)
- Alma Caipira (2007)
- Cantador (2010)
- Trilha Boiadeira (2015)
- Canções para acordar o Sol (2018)

## Participações em outros álbuns
- 2003 - Orquestra Paulistana de viola caipira
- 2008 - Águas de uma saudade (Rodrigo Delage)
- 2008 - Sina de violeiro (Pinho)
- 2008 - Cine Mazzaropi (Zé Paulo Medeiros)
- 2009 - Terra Brasil (Violeiros Matutos)
- 2010 - Carta ao velho Rosa (Pedro Antônio)
- 2012 - Charrua (Noel Andrade)
- 2012 - Casulo (Zé Paulo Medeiros)
- 2013 - Violeiro de Profissão (Daniel Franciscão)
- 2013 - Fruto da Lida (Rodrigo Zanc)
- 2016 - Purunga (Levi Ramiro)

## Prêmios
- I,  II e III Prêmio de Excelência da Viola Caipira, melhor intérprete. Instituto Brasileiro da Viola Caipira, 2005, 2010, 2013[4]
- II Prêmio Grão de Música 2015[5]
- Indicado ao Prêmio Profissionais da Música 2015[carece de fontes?]

## Projeto ConSertão
Concebido por Cláudio Lacerda, leva ao público o repertório dos clássicos da música caipira através de arranjos inéditos de Neymar Dias para Orquestra Sinfônica, apresentados em concertos gratuitos ao ar livre. Entre os artistas homenageados estão Teddy Vieira, Raul Torres, João Pacífico, Dino Franco, Tião Carreiro, Zé Fortuna, Serrinha, Palmeira, Renato Teixeira, Adauto Santos, Angelino de Oliveira, Rolando Boldrin e Elpídio dos Santos.

## Projeto 4 Cantos
Grupo formado em 2011 pelos violeiros Cláudio Lacerda, Luiz Salgado, Rodrigo Zanc e Wilson Teixeira. Embora a viola caipira seja o elemento em comum, o som não é necessariamente caipira, nem folclórico, nem guarani mas com todas estas influências.